# 石川県道189号額谷三浦線
石川県道189号額谷三浦線（いしかわけんどう189ごう ぬかだにみうらせん）は、石川県金沢市と同県白山市を結ぶ一般県道（石川県道）である。

## 路線概要
- 起点：石川県金沢市額谷一丁目74番1地先（＝額谷町交差点・石川県道22号金沢小松線交点）
- 終点：石川県白山市三浦町2番地先（＝石川県道8号松任宇ノ気線交点）

起点より、光が丘団地の南を西に進む。北陸鉄道石川線乙丸駅の北の踏切を渡った後野々市市に入る。更に西へ進み、 石川県立明和特別支援学校前を経て、清金二丁目交差点で国道157号と交わる。同交差点から国道157号と重複し、県立大学前交差点まで南へ進む。県立大学前交差点から国道157号と分岐し、再び西へ進む。史跡公園末松廃寺跡の前を経て、白山市に入り、更に西へ進み、終点に至る。

## 歴史
- 1960年（昭和35年）10月15日：路線認定。かつては、額東神社の前（旧石川県道22号金沢小松線との交点）を起点に、金沢市立額中学校前、野々市町（現・野々市市）粟田、中林、石川県農業短期大学（現・石川県立大学）前を経て、現在と同じ経路を通るコースだった。このコースの北側に現道が整備された後、現在の経路に変更となった。

## 通過する自治体
- 石川県
  - 金沢市 - 野々市市 - 白山市

## 接続道路
- 石川県道22号金沢小松線（金沢外環状道路山側幹線）（金沢市額谷1丁目・額谷町交差点：起点）
- 石川県道179号野々市鶴来線（野々市市粟田2丁目・粟田北交差点）
- 国道157号（金沢外環状道路山側幹線・山側環状）（野々市市清金2丁目・清金二丁目交差点、同町末松3丁目・県立大学前交差点）
- 石川県道8号松任宇ノ気線（白山市三浦町）

## 重複区間
- 国道157号（野々市市清金2丁目・清金二丁目交差点 - 同町末松3丁目・県立大学前交差点）

## 周辺
- 金沢市立額中学校
- 高橋川
- 北陸鉄道石川線 乙丸駅
- 明文堂書店 金沢野々市店
- 津田駒工業 野々市工場
- 野々市市立富陽小学校
- 石川県立明和特別支援学校
- ときわ病院
- 生物資源工学研究所
- 産学官連携学術交流センター
- いしかわ大学連携インキュベータi-BIRD
- 石川県立大学
- 末松廃寺跡公園
- 石川障害者職業能力開発校
  - 石川県身体障害者授産所 セルプはくさん
- 白山石川広域事務組合 松任消防署